# Переделкино
Переделкино (на руски: Переделкино) е вилно селище в Русия. Няма статут на самостоятелно населено място, а е част от селището Внуковское, което е разположено на югозапад от центъра на Москва и през 2012 година е присъединено в административно отношение към града.
През 1934 Максим Горки предлага районът на съществуващото от няколко века село да бъде даден на новосъздадения Съюз на съветските писатели. През следващите няколко години там са построени около 50 дървени къщи в германски стил, които са дадени за вили на известни съветски писатели.
Сред авторите, заселили се в Переделкино, са Борис Пастернак, Корней Чуковски, Арсений Тарковски (и тримата са погребани там), Иля Еренбург, Вениамин Каверин, Леонид Леонов, Иля Илф, Исак Бабел, Всеволод Иванов, Николай Заболотски, Борис Пиняк, Лилия Брик, Константин Симонов, Александър Фадеев и Михаил Бахтин. По-късно там живеят Евгений Евтушенко, Андрей Вознесенски, Бела Ахмадулина, Роберт Рождественски, Зураб Церетели, Булат Окуджава.
През 1988 къщите на Чуковски и Пастернак са превърнати в музеи, а районът на Переделкино е обявен за исторически и културен резерват. В края на 1990-те музей става и вилата на Окуджава.
През 1990-те край селото е изграден луксозният жилищен квартал Ново Переделкино. Сред неговите най-видни жители е и руският патриарх Алексий ІІ.

## Починали в Переделкино
- Алексий ІІ Московски (1929 – 2008), духовник
- Владимир Ворошилов (1930 – 2001), телевизионен водещ
- Ефим Гелер (1925 – 1998), шахматист
- Александър Довженко (1894 – 1956), режисьор
- Фазил Искандер (1929 – 2016), писател
- Александър Казанцев (1906 – 2002), писател
- Борис Пастернак (1890 – 1960), поет
- Александър Фадеев (1901 – 1956), писател

## Други
- Переделкино е вероятният прототип на писателската колония Перелигино, осмяна в романа „Майстора и Маргарита“ на Михаил Булгаков.
- Селището играе важна роля и в шпионския роман на Джон льо Каре „The Russia House“.

|  | Тази страница частично или изцяло представлява превод на страницата Peredelkino в Уикипедия на английски. Оригиналният текст, както и този превод, са защитени от Лиценза „Криейтив Комънс – Признание – Споделяне на споделеното“, а за съдържание, създадено преди юни 2009 година – от Лиценза за свободна документация на ГНУ. Прегледайте историята на редакциите на оригиналната страница, както и на преводната страница, за да видите списъка на съавторите. ВАЖНО: Този шаблон се отнася единствено до авторските права върху съдържанието на статията. Добавянето му не отменя изискването да се посочват конкретни източници на твърденията, които да бъдат благонадеждни. |